# Camarena de la Sierra
Camarena de la Sierra település Spanyolországban, Teruel tartományban. Camarena de la Sierra Puebla de San Miguel, Riodeva, Cascante del Río, Valacloche, Cubla, La Puebla de Valverde és Arcos de las Salinas községekkel határos. Lakosainak száma 142 fő (2024).

## Népesség
A település népessége az utóbbi években az alábbiak szerint változott:
| Lakosok száma | 187  | 166  | 167  | 167  | 145  | 137  | 116  | 105  | 123  | 142  |
|               | 2001 | 2004 | 2007 | 2009 | 2012 | 2014 | 2017 | 2019 | 2022 | 2024 |